# 草官铁路
草官铁路是位于云南省红河州境内的一条米轨支线铁路，自昆河铁路草坝站经雨过铺、仁和村、白沙冲，至官家山站，正线全长31.9公里。该铁路始建于1958年，主要为云南锡业公司大屯矿区提供运输服务，由冶金部投资建设，铁二院和昆明铁路局分段设计，铁道兵第一师、昆明铁路局及云锡公司分段施工。草官铁路在雨过铺站与蒙宝铁路连接，草官铁路的草坝至雨过铺区间是蒙宝铁路与昆河铁路的联络线。 

## 历史
草官铁路于1958年4月开工，1959年12月12日草坝至雨过铺段竣工，里程11.25公里，交由昆明铁路局管理。此后由于国民经济困难导致云锡公司白沙冲采选厂停建，雨过铺至白沙冲段工程暂停:268-270。1965年，因战备需要，雨过铺增设三区货场，线路延伸至关圣庄，正线累计铺轨13.66公里:268-270。1966年，云锡公司自筹资金、劳力，续建关圣庄至官家山段，于1969年8月全线铺通。1970年1月1日由昆明铁路局正式接管运营:268-270。运营初期，每日开行客车1对、货车2对。为满足旅客需求，曾增设明白村、瓦房村、古屯三个乘降所。1987年旅客发送3万人次，货运量达到发送28万吨、到达55万吨。1997年，停止客运服务:399。2015年5月26日，白沙冲站关停。截至2023年，官家山站无列车运行。

## 技术参数
草官铁路营业里程30.9公里（截至2005年），有隧道1座、桥梁2座，限制坡度为12‰，最小曲线半径200米（困难地段缩减至115米）。